# فيكرز
فيكرز  (بالإنجليزية: Vickers)‏ هي شركة بريطانية سابقة. تأسست في 1828. يقع مقرها في لندن، المملكة المتحدة. عرفت من خلال العديد من الشركات والمنتجات من الفترة 1828 حتى عام 1999.